# Milan Petek Levokov
Milan Petek - Levokov, slovenski pisatelj, * 24. oktober 1960, Ptuj.

## Življenje
Rodil se je leta 1960 na Ptuju, otroštvo je preživel v Veliki Nedelji (pri Ormožu), po študiju prava na ljubljanski univerzi pa že vrsto let živi v Novi Gorici, kjer dela kot sodnik. Kot otrok je rad bral, želel pa si je postati raziskovalec v Afriki ali astronavt. V gimnazijskih časih je objavil nekaj ljubezenskih zgodb v Zabavniku, v rubriki Skrivnosti mladih src.

## Delo
Piše romane, kratko prozo ter poezijo; v okviru kratke proze se je preizkusil skoraj v vseh zvrsteh in žanrih, saj piše znanstveno fantastiko, humor in satiro, postmoderno prozo, realistične novele, romane za odrasle in kratko prozo za otroke in mladino, literarne potopise in reportaže. Za oddajo Lahko noč, otroci na Radiu Slovenija je prispeval že več kot sto svojih pravljic, je pa tudi soavtor besedila za otroško gledališko predstavo Žalostna kraljična, v izvedbi Gledališča na vrvici, Nova Gorica.
Je tudi publicist, objavlja popotniške ter druge zapise (Esej o teku, Polet fit, 2012) v revijah in časopisih (Večer, Maribor; Novi glas, Gorica-Italija; Primorske novice, Koper;). Literaturo objavlja v revijah ter na Radiu Slovenija in Radiu Trst, otroške pravljice v revijah za otroke (Ciciban (Ljubljana), Galeb (Trst) in Bim-Bam (Maribor)), kratko prozo pa v Sodobnosti (Ljubljana), Dialogih (Maribor), Primorskih srečanjih (Nova Gorica), Apokalipsi (Ljubljana) in drugod.
Doslej ima preko 60 samostojnih knjižnih izdaj, poleg tega pa še 20 izdaj e - knjig in 1 zvočno knjigo.
Njegova kratka proza ter poezija sta tudi objavljeni v antologijskih zbirkah z drugimi avtorji tako doma kot v tujini.
Poleg knjig za otroke Mačak Ferdo, Bajke Sinje ptice, izbora poezije Laku noć, Bukovski ter romanov Ljudi na buri v srbskem jeziku ter В поисках клада тамплиеров (Lov za templjarskim zakladom) na ruskem jeziku, je njegova kratka proza objavljena še v literarnih revijah v srbskem in bolgarskem jeziku, poezija pa v angleškem, v rusinskem in italijanskem jeziku.
Je tudi član Društva slovesnkih pisateljev in Slovenske sekcije IBBY - mednarodne zveze za mladinsko književnost.

## Nagrade in priznanja
- 1997 - 1. nagrada za humoresko; Borza Humorja, Rogaška Slatina
- 1999 - 1. nagrada za pravljico; Radio Slovenija
- 2000 - 1. nagrada za kratko prozo; Mohorjeva družba Celje in Radio Ognjišče
- 2011 - 2. nagrada za kratko zgodbo; Radio Slovenija
- 2016 - nagrada Sunčani sat, Sremska Mitrovica, Srbija;  za ustvarjanje na področju mladinske književnosti

- 1999 - knjižna nagrada, kot pesnik; Mohorjeva družba Celje in Radio Ognjišče
- 2002 - knjižna nagrada, kot prozaist; Mohorjeva družba Celje in Radio Ognjišče

- 2002 - priznanje; Borza humorja, Rogaška Slatina

- 2006 - nominacija za Desetnico: Zgodbe Sinjega ptiča, pravljične zgodbe in legende
- 2012 - nominacija za Desetnico: Skrivnost Oblačne gore, roman
- 2015 - nominacija za nagrado Modra ptica, za mladinski roman Lov za templjarskim zakladom
- 2016 - nominacija za najboljšo kratko zgodbo revije Sodobnost in Društva slovenskih pisateljev za zgodbo: Vlaki za Mumbaj
- 2017 - nominacija za najboljšo kratko zgodbo revije Sodobnost za zgodbo: Sedmi labod
- 2021 - nominacija za nagrado Desetnica, za mladinski roman Lov za templjarskim zakladom

### Knjige za otroke in mladino
- 1998 - Iz pravljičnega vrta; Založba Obzorja, Maribor; zbirka pravljic
- 2002 - Čarobni svet Brezove ulice; Mohorjeva družba, Celje; mladinska proza
- 2004 - Jurko in sedem vil ter druge pravljičarije; Karantanija, Ljubljana; zbirka pravljic
- 2005 - Zgodbe Sinjega ptiča; Karantanija, Ljubljana; zbirka pravljic
- 2006 - Kostanjevo drevo gre v Afriko; Galeb-Novi Matajur, Trst; zbirka pravljic
- 2007 - Maček Ferdo igra nogomet; Educa, Nova Gorica; slikanica
- 2007 - Sončne pravljice - Čudežni copati; Karantanija, Ljubljana; zbirka pravljic
- 2007 - Sončne pravljice - Zemlja ima gripo; Karantanija, Ljubljana; zbirka pravljic
- 2008 - Maček Ferdo gre v šolo; Educa, Nova Gorica; slikanica
- 2008 - O zmaju, ki je požrl šolo; Galeb-Novi Matajur, Trst; zbirka pravljic
- 2008 - Najlepše božične jaslice na svetu; Educa, Nova Gorica; slikanica
- 2009 - Pustolovščine mravljinca Krištof; Aristej, Maribor; zbirka pravljic
- 2010 - Deklica Hana in telefonski škrat Arnold; Genija, Ljubljana; zbirka pravljic
- 2011 - Skrivnost Oblačne gore; Piano, Ljubljana; mladinski roman
- 2014 - Maček Ferdo in skriti zaklad: +2 mačji pustolovščini za povrh; Karantanija, Ljubljana; pravljice
- 2015 - Primer inšpektorja Parkeljtona: Ko pride tiger; Karantanija, Ljubljana; pravljice
- 2016 - Zvezdni princ pobarva svet; eBesede, Ljubljana, slikanica
- 2016 - Copatarska pravljica ; Polonca in leteči krožnik; Zakaj so ponoči vse mačke črne; Maus, Maribor; pravljice
- 2017 - Pravljičarna kapitana Maria; eBesede, Ljubljana; zgodbe za otroke
- 2017 - Potovanje v deželo Bonga-Bonga; Zavod Volosov hram, Maribor; pravljice
- 2017 - Pet zvezdic; Zavod Volosov hram, Maribor; slikanica
- 2018 - Fant z zlato kitaro, Litera; Maribor; roman
- 2018 - Lov za templjarskim zakladom; Mladinska knjiga, Ljubljana; roman
- 2018 - Tri božične pravljice; eBesede, Ljubljana; pravljice
- 2019 - Uganke iz dežele škratov; Litera, Maribor, pravljice; (v soavtorstvu z Aleksandro Jelušič)
- 2019 - Uganke iz dežele palčkov; Litera, Maribor, pravljice; (v soavtorstvu z Aleksandro Jelušič)
- 2019 - Uganke Marka Pola; Litera, Maribor, pravljice; (v soavtorstvu z Aleksandro Jelušič)
- 2020 - Varuh ptic selivk; Droplja, Kupšinci-Murska Sobota; roman
- 2021 - Pred katastrofo; eBesede, Ljubljana; roman
- 2021 - Deček in Sinji ptič; Zavod Volosov hram, Maribor; pravljice
- 2021 - Nabrita vprašanja za nabrite mlade glave, eBesede, Ljubljana; (v soavtorstvu z Aleksandro Jelušič)
- 2022 - V noči čarovnic; Zavod Volosov hram, Maribor; roman
- 2023 - Mali princ iz Afrike; Zavod Volosov hram, Maribor; roman
- 2023 - Tristo kosmatih medvedov; Zavod Volosov hram, Maribor; pesmi za otroke
- 2023 - Radi imamo naš planet - Volimo našu planetu; Zavod Volosov hram, LUD Govorica Nova Gorica, Društvo Slovencev Kredarica Novi Sad; slikanica, dvojezična, v slovenskem in srbskem jeziku; (v soavtorstvu z Darinko Kozinc)
- 2023 - Matic in angel varuh; Goriška Mohorjeva družba, Gorica; slikanica
- 2023 - Tutankamonovo zlato ali Lov za zakladom se nadaljuje; eBesede, Ljubljana, roman
- 2024 - Muci praznujeta rojstni dan; Čezvesoljski humanitarni sklad Botramiška, slikanica
- 2024 - SuperViki in velika vesoljska pustolovščina, mladinski domišljijski roman, Primus, Brežice
- 2024 - Dobre stvari so 3, dramska besedila za otroke in mladino,  Zavod Volosov hram, (v soavtorstvu z Darinko Kozinc)

### Knjige za odrasle
- 1999 - Težave v raju; Branko & OKO, Nova Gorica; satire in humoreske
- 2003 - Zapiski z mrtvega brega; KUD France Prešeren, Ljubljana; kratka proza
- 2004 - Ubiti vampirja; Cankarjeva založba, Ljubljana; kratka proza
- 2006 - Saga o ribiču in morski ženi - nenavadne zgodbe; Ma-No, Nova Gorica; kratka proza
- 2006 - Poti vetra in peska; Karantanija, Ljubljana; kratka proza
- 2007 - Zgodba o Kurentu; KUD France Prešeren, Ljubljana; proza
- 2007 - Paprike! Paprike!; Karantanija, Ljubljana; satire in humoreske
- 2009 - Popotniški bazar Orienta; Educa, Nova Gorica; potopisna proza
- 2010 - Paris at night; Apokalipsa, Ljubljana; pesniška zbirka
- 2013 - Ujeti vodo med prsti; KUD France Prešeren, Ljubljana; pesniška zbirka
- 2013 - Živalski parlament; Jutro, Ljubljana; satire in humoreske
- 2013 - Pesem črne golobice; eBesede, Ljubljana; roman
- 2014 - Ujetniki monsuna; eBesede, Ljubljana; roman
- 2014 - Slovenske pisarije; Apokalipsa, Ljubljana; pesniška zbirka
- 2015 - Ljudje na burji; Apokalipsa, Ljubljana; roman
- 2015 - Pesnike streljat - šus v glavo in pika!; Tibo; Murska Sobota, poezija
- 2016 - Ples kanibalov;  Zavod Volosov hram, Maribor; zbirka novel
- 2017 - Tako blizu, tako daleč; Zavod Volosov hram, Maribor; kratka ZF proza
- 2017 - Vročica, Zavod Volosov hram, Maribor; roman
- 2018 - Volkovi tulijo; Zavod Volosov hram, Maribor; kratka proza
- 2018 - Lahko noč, Charles Bukowski; Zavod Volosov hram; Maribor; pesniška zbirka
- 2019 - Kdo se še boji Anne Riesmann?, eBesede, Ljubljana; roman
- 2020 - Romeo in Julija s severa in juga: dve ljubezenski zgodbi; eBesede, Ljubljana; dve noveli
- 2023 - Nenavadni primeri inšpektorja Karlina, krimi zgodbe; Primus, Brežice, kratka proza
- 2023 - Poti do zvezd; Zavod Volosov hram, Maribor, kratka proza
- 2025 - Amarcord naš vsakdanji, roman za žive in mrtve; Zavod Volosov hram, Maribor, roman

E - knjige
Za otroke in mladino:
2007 - Iz pravljičnega sveta; Ruslica, Večer, zbirka pravljic
2013 - Deklica Hana in telefonski škrat Arnold ter druge čudovite dogodivščine iz Sončne ulice; Genija, pravljice
2016 - Ptičje strašilo; Društvo Maus, Maribor, pravljica
2016 - Modri zmajček; Društvo Maus, Maribor, pravljica
2016 - Deček in Sinji ptič; Društvo Maus, Maribor, pravljica
2016 - Žalostna kraljična; Društvo Maus, Maribor, pravljica
2016 - Škratek Zelenko z mrzlega severa; Društvo Maus, Maribor, pravljica
2016 - Kačji kralj; Društvo Maus, Maribor, pravljica
2016 - Leteča preproga; Društvo Maus, Maribor, pravljica
2016 - Sivi volk iz črnega gozda; Društvo Maus, Maribor, pravljica
2016 - Matic in deževni oblak; Društvo Maus, Maribor, pravljica
2016 - Copatarska pravljica; Polonca in leteči krožnik; Zakaj so ponoči vse mačke črne;  Društvo Maus, Maribor, pravljice
2019 - Fant z zlato kitaro; Litera, Maribor, roman
2021 - Lov za templjarskim zakladom; Mladinska knjiga, Ljubljana; roman
2022 - Varuh ptic selivk; Droplja, Kupšinci-Murska Sobota; roman
2022 - V noči čarovnic; Zavod Volosov hram, Maribor; roman
2023 - The Star Prince paints the World, Nataša Gregorič, Šempeter pri Gorici; slikanica  
Za odrasle:
2016 - Pesnike streljat - šus v glavo in pika!; Tibo, Murska Sobota; poezija
2020 - Volkovi tulijo; Zavod Volosov hram, Maribor; kratka proza
2020 - Vročica, Zavod Volosov hram, Maribor; roman
2025 - Amarcord naš vsakdanji, roman za žive in mrtve; Zavod Volosov hram, Maribor, roman
ZVOČNA KNJIGA:
2017 - Ljudje na burji; Zveza društev slepih in slabovidnih Slovenije, Ljubljana; roman

### Angleške izdaje:
2017 - From the Garden of Fairy -Tales; Lulu Press, Inc., Morrisville, USA,
2022 - Christmas tale; eBesede, Ljubljana; pravljice
2022 - The rain cloud; eBesede, Ljubljana; pravljice
2022 - The little boy and Blue Bird; eBesede, Ljubljana; pravljice

### Antologije in zbirke z več avtorji
- 1998 - Vizije prihodnosti; Tehniška založba Slovenije; zbirka znanstveno fantastičnih zgodb
- 2004 - Cicido, Ciciban, dober dan; Mladinska knjiga; zbirka pravljic
- 2004 - Žuborenje Slovenije; Jasa, Ljubljana; kratke zgodbe
- 2005 - Slovenski smeh; Društvo slovenskih pisateljev; antologija satire in humorja
- 2005 - Smejalno drevo; RTV Slovenija; zgoščenka s pravljicami
- 2007 - Geniji 2; založba Genija, Ljubljana; antologija sodobne slovenske mladinske proze
- 2018 - Love Postcards; International Anthology of Poetry, NIGHTinGALE Publisher, USA
- 2020 - Milovinovanje: poetičen sbornik; Ongǎl, Sofija, Bolgarija; poezija
- 2022 - Bajke u ogledalu; Udruženje FANI, Sarajevo, BiH; antologija pravljic

Tuje izdaje in prevodi
2016 - Mačak Ferdo; AM Graphic, Sremska Mitrovica, Srbija, zbirka pravljic
2018 - Bajke Sinje ptice, Alma, Beograd, zbirka pravljic
2019 - Laku noć, Bukovski, Alma, Beograd, izbor poezije
2019 - Ljudi na buri, Prometej, Novi Sad, roman
2022 -  В поисках клада тамплиеров (Lov za templjarskim zakladom), Moskva, Publishing House Nigma
2024 - Mali princ iz Afrike, Prometej, Novi Sad, prevod romana
2024 - O upotrebljivosti poezije - Izbor pjesama; Modernist nakladništvo, Varaždin, Hrvaška